# Puellina gattyae
Puellina gattyae är en mossdjursart som först beskrevs av Landsborough 1852.  Puellina gattyae ingår i släktet Puellina och familjen Cribrilinidae. Inga underarter finns listade i Catalogue of Life.